# Federico Fuligni
Federico Fuligni (Bologna, 1º giugno 1995) è un pilota motociclistico italiano.

## Carriera
Nel 2011 disputa l'intera stagione nella classe 125 del campionato Italiano Velocità concludendo al ventunesimo posto. Nel 2012 è ancora pilota titolare nel CIV, classe Moto3, concludendo al decimo posto. ̟Nella stessa stagione partecipa al Campionato Europeo Velocità Moto3, svoltosi in gara unica ad Albacete, dove si classifica in ventisettesima posizione. Nel 2013 è nuovamente impegnato nel CIV Moto3, conquista trentasei punti e chiude al quattordicesimo posto in classifica. Fa il suo esordio in un campionato mondiale nel 2014 quando partecipa, in qualità di wild card al Gran Premio di Misano nella classe Moto2, in sella ad una Suter MMX2 del team Ciatti. Chiude la gara al trentunesimo posto. Nella stessa stagione prende parte ad una prova nel campionato italiano Supersport con una Honda CBR600RR, senza ottenere punti. 
Nel 2015, con lo stesso team e la stessa moto della stagione precedente, partecipa a due gare del motomondiale: Misano e Valencia. Anche in questa stagione non ottiene punti validi per la classifica mondiale. Nella stessa stagione è nono nel CEV Moto2. Nel 2016 partecipa, sempre come wild-card, a quattro appuntamenti del motomondiale classe Moto2: Jerez, Mugello, Misano e Valencia. Pur non ottenendo punti, risulta il pilota, tra quelli che non ottengono punti in classifica, ad aver ottenuto i migliori piazzamenti in gara grazie a due diciottesimi posti. Nella stessa stagione è quindicesimo nel CEV Moto2. 
Nel 2017 è pilota titolare nel campionato CEV Moto2 col team Forward Juniorː chiude tutte le gare previste a punti e sempre nei primi dieci classificandosi al settimo posto in campionato. In occasione del Gran Premio di Spagna è chiamato a sostituire il britannico Danny Kent in sella alla Suter MMX2 del team Kiefer Racing nella classe Moto2 del motomondiale. Partecipa inoltre al Gran Premio d'Italia in qualità di wild-card, con una Kalex Moto2 del team Forward Junior. Partecipa successivamente al Gran Premio di Germania in sostituzione dell'infortunato Lorenzo Baldassarri, e al Gran Premio di San Marino in qualità di wild-card dove ottiene il suo primo punto iridato. Chiude la stagione al 38º posto in classifica piloti con un punto ottenuto. Nel 2018 corre in Moto2 sulla Kalex del team Tasca Racing; il compagno di squadra è Simone Corsi. Non ottiene punti. In questa stagione è costretto a saltare il Gran Premio della Repubblica Ceca per la frattura della clavicola destra rimediata in allenamento.
Nel 2019 si trasferisce nel campionato mondiale Supersport alla guida di una MV Agusta F3 675 gestita dal team MV Agusta Reparto Corse. Il compagno di squadra è Raffaele De Rosa. In occasione del Gran Premio di Francia rimane coinvolto in un incidente in partenza i cui postumi gli impediranno di partecipare ai due eventi successivi, andando a concludere anzitempo la stagione. Il suo posto in squadra, in questo frangente, viene preso dal fratello Filippo. Chiude la stagione al diciassettesimo posto tra i piloti. Parallelamente alla stagione mondiale, prende parte ad alcune gare nel campionato Italiano Velocità ottenendovi la prima vittoria presso il circuito del Mugello. Nel 2020 corre per il secondo anno con MV Agusta, i compagni di squadra sono Randy Krummenacher e Raffaele De Rosa. Conclude la stagione al diciottesimo posto conquistando trentadue punti. Sempre nel 2020 prende parte alla prima metà di stagione del campionato Italiano Velocità, classe Supersport, chiudendo al ventesimo posto con tredici punti.
Nel 2021 si trasferisce al team VTF Racing, in sella ad una Yamaha YZF-R6 con cui disputa le gare del mondiale Supersport svolte in territorio europeo. Conquista sette punti e si classifica trentacinquesimo. Nella stessa stagione prende parte ad alcune gare del campionato italiano Supersport dove conquista cinque punti. Nel 2022 prende parte alle sole gare valide per la World Supersport Challenge del mondiale Supersport con una Panigale V2 del D34G Racing, il compagno di squadra è il fratello Filippo. Chiude la stagione senza ottenere punti. Nel 2023 gareggia per il team Orelac Racing Verdnatura, il compagno di squadra è Raffaele De Rosa. Totalizza dieci punti classificandosi ventinovesimo nel mondiale e terzo nella Wolrd Supersport Challenge. Il 2024 vede Fuligni nuovamente titolare in Supersport con Orelac Racing, il compagno di squadra è Lorenzo Baldassarri sostituito ad inizio campionato da Jorge Navarro. I tre punti conquistati a Misano gli consenstono di classificarsi trentacinquesimo nel mondiale e quarto nella Challenge.

## Risultati in gara

### Motomondiale
| 2014 | Classe | Moto  |  |  |  |  |  |  |  |  |  |  |  |  |    |  |  |  |  |  |  | Punti | Pos. |
| ---- | ------ | ----- |  |  |  |  |  |  |  |  |  |  |  |  | -- |  |  |  |  |  |  | ----- | ---- |
| 2014 | Moto2  | Suter |  |  |  |  |  |  |  |  |  |  |  |  | 31 |  |  |  |  |  |  | 0     |      |

| 2015 | Classe | Moto  |  |  |  |  |  |  |  |  |  |  |  |  |  |     |  |  |  |    |  | Punti | Pos. |
| ---- | ------ | ----- |  |  |  |  |  |  |  |  |  |  |  |  |  | --- |  |  |  | -- |  | ----- | ---- |
| 2015 | Moto2  | Suter |  |  |  |  |  |  |  |  |  |  |  |  |  | Rit |  |  |  | 25 |  | 0     |      |

| 2016 | Classe | Moto  |  |  |  |    |  |    |  |  |  |  |  |  |    |  |  |  |  |     |  | Punti | Pos. |
| ---- | ------ | ----- |  |  |  | -- |  | -- |  |  |  |  |  |  | -- |  |  |  |  | --- |  | ----- | ---- |
| 2016 | Moto2  | Kalex |  |  |  | 18 |  | 20 |  |  |  |  |  |  | 18 |  |  |  |  | Rit |  | 0     |      |

| 2017 | Classe | Moto          |  |  |  |    |  |    |    |  |    |  |  |  |    |     |  |  |  |  |  | Punti | Pos. |
| ---- | ------ | ------------- |  |  |  | -- |  | -- | -- |  | -- |  |  |  | -- | --- |  |  |  |  |  | ----- | ---- |
| 2017 | Moto2  | Suter e Kalex |  |  |  | 24 |  | 28 | 27 |  | 24 |  |  |  | 15 | Rit |  |  |  |  |  | 1     | 38º  |

| 2018 | Classe | Moto  |    |    |    |    |     |    |     |    |    |     |     |    |    |     |    |     |     |    |    | Punti | Pos. |
| ---- | ------ | ----- | -- | -- | -- | -- | --- | -- | --- | -- | -- | --- | --- | -- | -- | --- | -- | --- | --- | -- | -- | ----- | ---- |
| 2018 | Moto2  | Kalex | 29 | 27 | 28 | 21 | Rit | 21 | Rit | 25 | 23 | Inf | Rit | AN | 24 | Rit | 25 | Rit | Rit | 25 | 19 | 0     |      |

| Legenda | 1º posto        | 2º posto            | 3º posto            | A punti      | Senza punti        | Grassetto – Pole position Corsivo – Giro più veloce |
| Legenda | Gara non valida | Non qual./Non part. | Ritirato/Non class. | Squalificato | '-' Dato non disp. | Grassetto – Pole position Corsivo – Giro più veloce |

### Campionato mondiale Supersport
| 2019 | Moto      |     |     |    |    |    |     |    |    |    |     |     |     |  |  |  |  |  |  |  |  |  |  |  |  | Punti | Pos. |
| ---- | --------- | --- | --- | -- | -- | -- | --- | -- | -- | -- | --- | --- | --- |  |  |  |  |  |  |  |  |  |  |  |  | ----- | ---- |
| 2019 | MV Agusta | Rit | Rit | 13 | 15 | 14 | Rit | 11 | 18 | 14 | Rit | Inf | Inf |  |  |  |  |  |  |  |  |  |  |  |  | 13    | 17º  |

| 2020 | Moto      |    |    |    |     |    |    |    |    |    |    |     |   |     |    |     |  |  |  |  |  |  |  |  |  | Punti | Pos. |
| ---- | --------- | -- | -- | -- | --- | -- | -- | -- | -- | -- | -- | --- | - | --- | -- | --- |  |  |  |  |  |  |  |  |  | ----- | ---- |
| 2020 | MV Agusta | SQ | 13 | 14 | Rit | 16 | 12 | 12 | 10 | 14 | 17 | Rit | 8 | Rit | 13 | Rit |  |  |  |  |  |  |  |  |  | 32    | 18º  |

| 2021 | Moto   |     |    |     |    |    |    |    |     |    |    |    |    |    |    |    |    |    |    |    |    |  |  |  |  | Punti | Pos. |
| ---- | ------ | --- | -- | --- | -- | -- | -- | -- | --- | -- | -- | -- | -- | -- | -- | -- | -- | -- | -- | -- | -- |  |  |  |  | ----- | ---- |
| 2021 | Yamaha | Rit | 17 | Rit | 16 | 23 | 21 | 17 | Rit | 15 | 17 | 20 | 13 | 16 | 15 | 25 | 16 | AN | 14 | 17 | 16 |  |  |  |  | 7     | 35º  |

| 2022 | Moto   |    |    |    |    |    |     |    |    |    |    |    |    |    |    |    |    |    |    |  |  |  |  |  |  | Punti | Pos. |
| ---- | ------ | -- | -- | -- | -- | -- | --- | -- | -- | -- | -- | -- | -- | -- | -- | -- | -- | -- | -- |  |  |  |  |  |  | ----- | ---- |
| 2022 | Ducati | NP | NP | 23 | 22 | 20 | Rit | 19 | 23 | 22 | 21 | 23 | 18 | 23 | 26 | 25 | 21 | 19 | 17 |  |  |  |  |  |  | 0     |      |

| 2023 | Moto   |  |  |  |  |    |     |    |    |    |    |    |    |     |     |    |   |    |     |    |    |    |    |  |  | Punti | Pos. |
| ---- | ------ |  |  |  |  | -- | --- | -- | -- | -- | -- | -- | -- | --- | --- | -- | - | -- | --- | -- | -- | -- | -- |  |  | ----- | ---- |
| 2023 | Ducati |  |  |  |  | 17 | Rit | 23 | 18 | 15 | 16 | 19 | 21 | Rit | Rit | 23 | 7 | 25 | Rit | 20 | 19 | 21 | NP |  |  | 10    | 29º  |

| 2024 | Moto   |  |  |     |    |    |    |    |    |    |     |    |    |    |    |    |    |    |    |    |    |        |        |     |     | Punti | Pos. |
| ---- | ------ |  |  | --- | -- | -- | -- | -- | -- | -- | --- | -- | -- | -- | -- | -- | -- | -- | -- | -- | -- | ------ | ------ | --- | --- | ----- | ---- |
| 2024 | Ducati |  |  | Rit | 24 | NP | NP | 13 | 18 | 24 | Rit | 24 | 22 | 20 | 21 | 21 | 23 | 18 | 19 | 23 | 23 | [ 12 ] | [ 12 ] | Inf | Inf | 3     | 35º  |

| 2025 | Moto   |  |  |  |  |  |  |    |    |  |  |  |  |  |  |  |  |  |  |  |  |  |  |  |  | Punti | Pos. |
| ---- | ------ |  |  |  |  |  |  | -- | -- |  |  |  |  |  |  |  |  |  |  |  |  |  |  |  |  | ----- | ---- |
| 2025 | Ducati |  |  |  |  |  |  | 21 | 19 |  |  |  |  |  |  |  |  |  |  |  |  |  |  |  |  | 0     |      |

| Legenda | 1º posto        | 2º posto            | 3º posto           | A punti      | Senza punti        | Grassetto – Pole position Corsivo – Giro più veloce |
| Legenda | Gara non valida | Non qual./Non part. | Ritirato/Non class | Squalificato | '-' Dato non disp. | Grassetto – Pole position Corsivo – Giro più veloce |